# Опытненский сельсовет
Опытненский сельсовет — сельское поселение в Усть-Абаканском районе Хакасии.
Административный центр — село Зелёное.

## История
Статус и границы сельского поселения установлены Законом Республики Хакасия от 15 октября 2004 года № 73 «Об утверждении границ муниципальных образований Таштыпского района и наделении их соответственно статусом муниципального района, сельского поселения»

## Население
| 2002  | 2010  | 2012  | 2013  | 2014  | 2015  | 2016  |
| ----- | ----- | ----- | ----- | ----- | ----- | ----- |
| 1533  | ↗1558 | ↘1556 | ↗1582 | ↘1561 | ↗1575 | ↘1551 |
| 2017  | 2018  | 2019  | 2020  | 2021  |       |       |
| ↗1558 | ↗1573 | ↘1566 | ↘1560 | ↗1896 |       |       |

## Состав сельского поселения
В состав сельского поселения входят 2 населённых пункта:
| № | Населённый пункт | Тип населённого пункта       | Население |
| - | ---------------- | ---------------------------- | --------- |
| 1 | Заря             | деревня                      | ↘59       |
| 2 | Зелёное          | село, административный центр | ↗1499     |

## Местное самоуправление
Администрация
с. Зелёное, Пантелеева,  1
Глава администрации
- Петров Геннадий Алексеевич